# Totò e Carolina
Totò e Carolina és una pel·lícula italiana del gènere comèdia dramàtica, rodada entre 1952 i 1953 i estrenada el 1955, dirigida per Mario Monicelli.
Als crèdits inicials, Enzo Garinei està escrit al repartiment en lloc d'Enzo Garinei.

## Argument
Durant una detenció policial a Villa Borghese, l'agent Antonio Caccavallo, un vidu amb fill i pare a càrrec, deté juntament amb diverses prostitutes també Carolina, una nena òrfena que va fugir dels familiars que li havien confiat perquè va ser assetjada pel propietari. La Carolina va fugir amb el conductor d'una fàbrica de pasta local que, després de deixar-la embarassada, la va abandonar. Caccavallo l'havia trobat prop del lloc de la redacció i, tot i ser el conductor de la patrulla, havia pres una iniciativa precipitada. Així, el pobre policia es veu obligat pel seu comissari a portar Carolina al seu país d'origen i a retornar-la als seus familiars, que es mostraran escandalitzats per l'inesperat embaràs.
Portar-ho a pràctica resultarà més complicat del que s'esperava, també per les reticències de la noia que ja entén que està marginada entre la seva pròpia gent. No obstant això, Carolina aconsegueix d'alguna manera confiar i vincular-se amb el policia, del qual entén les obligacions professionals i que no li guarda rancor malgrat els problemes que li passen (la noia intenta escapar i fins i tot suïcidar-se, arriscant-se a matar-lo a ell). Al final, mentint als seus superiors sobre l'èxit de la missió, Caccavallo se'n va fer càrrec donant-la la benvinguda a casa seva, on feia temps que no hi havia presència femenina.

## Repartiment
- Totò: Antonio Caccavallo
- Anna Maria Ferrero: Carolina De Vico
- Gianni Cavalieri: don Luigi
- Maurizio Arena: Mario Tanca
- Arnoldo Foà: commissari Ascella
- Fanny Landini: jove monja de l'hospital
- Mario Castellani: Agent de Seguretat Pública
- Enzo Garinei: Doctor Rinaldi
- Nino Vingelli: sergent
- Tina Pica: senyora de l'hospital jugant a la loteria
- Giovanni Grasso jr.: Marzacchi, el mariscal
- Luigi Moneta: pare d'Antonio Caccavallo
- Maurizio Bramante: fill d'Antonio Caccavallo
- Giuseppe Ricagno: advocat Goffredo Barozzoli
- Rosita Pisano: Senyora Barozzoli
- Claudio Guido Agostinelli: un agitador de cabells arrissats a la furgoneta
- Carlo Mazzarella: periodista
- Salvo Libassi: un sergent

## Censura
| «                   | Si un humorista és privat de la possibilitat de la sàtira, què li queda? A la pel·lícula que millor he interpretat, Totò e Carolina, van fer 82 talls... Fins i tot volien la supressió del nom del meu personatge que es va presentar dient "Caccavallo, agente dell'Urbe". | » |
| — Antonio De Curtis | |   |

La pel·lícula va ser objecte de nombrosos problemes amb la censura pel fet que la interpretació de Totò, segons la visió dels censors de l'època, hauria minvat i ridiculitzat el paper dels agents de Polizia. Tals i tantes van ser les retallades, modificacions i trasbalsos requerits per la censura que els 2.600 metres originals de pel·lícula van donar lloc a una versió de només 2.386, després de tres rebuigs per part de la comissió de censura.
Les primeres friccions amb la comissió encarregada, en realitat, van sorgir ja durant la presentació del guió, encara titulat Addio a Carolina, el 29 d'agost de 1953, abans de l'inici del rodatge de la pel·lícula. La Direcció General d'Espectacles va expressar immediatament fortes reserves i els censors, després d'haver-ho estudiat a fons, van formular una opinió decididament negativa. La motivació inclou el text següent:
| « | Tot i que sota la influència d'un afectuós realisme local, tot el foc de la història es va concentrar en la figura caricaturitzada d'un dels nostres agents del PS, aspirant a ser ascendit a sergent, que per excés de zel, es veu atrapat en tota una sèrie de vicissituds que, tot i que denoten un cert substrat humà, semblen destinades més a fer pessigolles al riure del públic que a despertar una emoció genuïna. […] El treball actual es basa tot en la figura exigent, estreta de ment i ignorant d'un agent de seguretat pública […] no es pot atorgar l'autorització perquè les pel·lícules es mostrin en públic quan es tracta de la reproducció de escenaris, fets i temes ofensius per al decor i el prestigi de les institucions o autoritats públiques, funcionaris i agents de la força pública... | » |

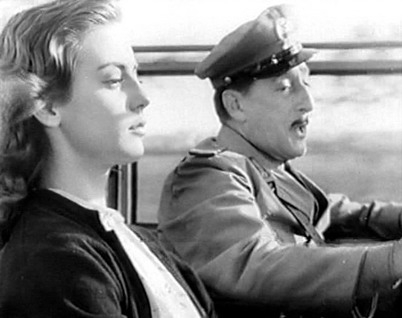
Carolina De Vico i Antonio Caccavallo (Anna Maria Ferrero i Totò)

A més, per a la moral italiana de l'època, semblava molt incòmode que un agent de policia s'interessés pel destí d'una futura mare soltera, fins al punt d'acollir-la a casa seva, sent vidu amb fill i pare a càrrec.
El primer canvi constatat que es va fer al guió va ser el canvi de cognom del protagonista que de Callarone va passar a un Caccavallo més "còmic" i irreal, per donar a la història un to de farsa decisiu, i evitar així qualsevol referència a qualsevol esdeveniment informatiu.
Un cop començat el rodatge de la pel·lícula, en aquell moment titulat Totò e Carolina, durant la producció es van eliminar altres escenes, com la de la comissaria en què Totò, increpat per la detenció no autoritzada de Carolina, va intentar convèncer el mariscal de detenir la noia i aquell en què parla del seu embaràs no desitjat. El gener de 1954, la pel·lícula va ser muntada, i el febrer següent es va tornar a presentar a la comissió de censura per a l'autorització. Cinc dies després, el segon rebuig va arribar amb els mateixos motius que l'anterior: "ofensiva de la moral, la moral, la decència pública, així com el decòrum i el prestigi dels cossos policials".
El director Monicelli, que ja s'havia trobat amb greus problemes de censura amb la seva anterior Totò e i re di Roma, va acceptar llavors tallar una altra escena, on el rector del poble intentava casar Carolina amb un vinater solter mantenint silenci sobre el seu embaràs i escurçant l'escena inicial de la redacció a Villa Borghese, però la sentència negativa també es va reiterar en la fase d'apel·lació el 12 de març de 1954.
Després d'un nou rebuig, la pel·lícula va començar a convertir-se en un cas a la premsa que es preguntava per què tanta fúria. Exasperat, Monicelli va fer altres retallades, eliminant totes les referències al comunisme presents a la pel·lícula (la modificació més famosa està relacionada amb el cant dels treballadors del camió que dificulta el pas del Fiat Campagnola de Totò i Carolina, que, gràcies a un segon doblatge, va passar de Bandiera Rossa al més moderat Inno dei lavoratori, i després finalment al patriòtic Di qua e di là dal Piave). Però fins i tot això no va ser suficient i la pel·lícula va ser rebutjada de nou pels censors.
Van seguir altres retallades, alteracions o fins i tot supressió de parts del diàleg, i l'eliminació de les referències al suïcidi que "només els rics poden permetre's el luxe d'actuar" abans que finalment, el març de 1955, la pel·lícula rebés el vistiplau de la censura. Però tot i així censurada, es va imposar una redacció per aparèixer en superposició: de fet, després dels crèdits inicials llegim una advertència, molt desitjada per l'aleshores cap de govern Scelba, que fa una distinció "obligatòria" entre la interpretació d'un simple actor que fa un paper de ficció (quasi ridiculitzant Totò, citant-lo personalment) i els deures dels qui realment treballen en la seguretat ciutadana. El text superposat diu:
| « | El personatge que interpreta Totò en aquesta pel·lícula pertany al món de la pura fantasia. El mateix fet que la història sigui viscuda per Totò ho transporta tot a un món i el seu pla particular. Qualsevol reflexió en la realitat no té referències precises, i sempre es redimeix per aquell clima d'irreal que no afecta de cap manera l'agraïment i el respecte que cada ciutadà deu als cossos policials. | » |

Estrenada als cinemes tan fortament retallada, la pel·lícula no va tenir un èxit especial entre la crítica i el públic. Va ser redescoberta al llarg de les dècades, també gràcies a la restauració i restauració d'algunes de les escenes esborrades trobades als arxius per a l'edició en format DVD. La seva importància històrica es manté com un exemple de la influència de la censura a Itàlia als anys cinquanta.

## Crítiques
- Filippo Sacchi (Epoca, 6 de març de 1955):

«Totò e Carolina és especialment vàlida perquè representa un intent, malauradament molt rar entre nosaltres, d'una farsa intel·ligent. De fet, tot i tenir les seves arrels en un drama, substancialment el progrés és una farsa, de fet, en més d'un punt fins i tot pren el ritme motriu precipitat. Farsa i, alhora, intel·ligent, perquè […] el guionista Flaiano i el director Monicelli han sabut mantenir-la en un nivell constant d'invenció enginyosa i classe de comèdia, mai vist al nostre cinema on el còmic sempre és estúpid o esquerp»
- Angelo Solmi (Oggi, 1 de març de 1955):

«Un cop més Totò ha demostrat que és incapaç de sortir de l'estat de caricatura al qual l'han condemnat massa directors mediocres [...]. Sens dubte, la pel·lícula provoca unes quantes rialles amb els mitjans mecànics habituals d'una tècnica ja coneguda […] i com per satisfer el públic dels aficionats de l'actor»
- Cinema Nuovo, 25 de març de 1955:

«Està demostrat històricament que una classe dirigent […] incapaç de suportar la crítica i la sàtira, es troba en una fase de decadència absoluta. L'actual classe dirigent italiana no sol no suporta les crítiques i la sàtira, sinó ni tan sols les bromes. […] No cal dir que Totò e Carolina, després dels retalls, ja no és la pel·lícula que havia fet Monicelli, tanmateix continua sent entretinguda, molt animada a l'hora de colpejar els nombrosos objectius alineats al divertit tema de Flaiano; i fins i tot Totò, finalment lluitant amb un personatge humà, recita millor del que és habitual»